# Marie Comnène (1154-1217)
Pour les articles homonymes, voir Marie Comnène.
Marie Comnène, née en 1154, morte entre 1208 et 1217, est une princesse byzantine, une reine de Jérusalem de 1168 à 1174 par son mariage avec le roi Amaury Ier, et une dame de Naplouse de 1174 à 1187, par droit de douaire.

## Biographie

### Famille
Gréco-arménienne, petite fille de Jean Comnène et de Marie Taronitissa, Marie Comnène est issue de la haute aristocratie byzantine. Son père Issac Sébascrator appartient à la famille Comnène qui dirige l’empire byzantin depuis 1081. Sa mère Théodora de Kamateros la fille de Grégoire et de Irène Augusta Doukas de Bulgarie.

### Reine de Jérusalem

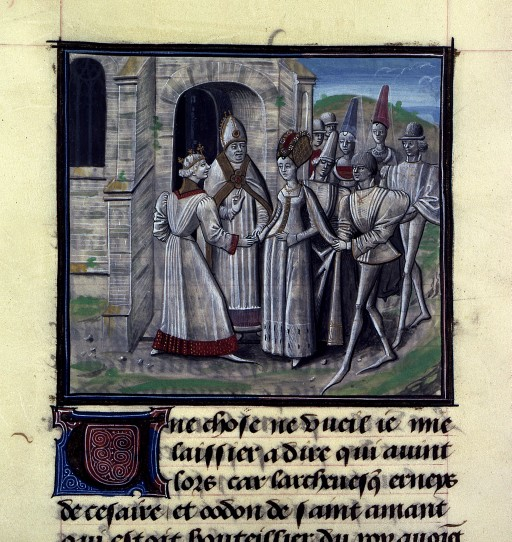
Mariage d'Amaury Ier et de Marie Comnène
Guillaume de Tyr, Historia (BNF, Mss.Fr.68, folio 318v).

En 1164, Amaury Ier, roi de Jérusalem, a imposé le protectorat franc sur le califat fatimide d'Égypte et recherche l'alliance byzantine pour consolider ses succès. Ernesius, archevêque de Césarée et Eudes de Saint-Amand sont envoyés dans la ville impériale et reviennent au bout de deux ans de négociations avec la princesse Marie Comnène, nièce de Manuel Ier Comnène. Ils abordent à Tyr en août 1167 et le mariage est célébré le 29 août 1167.
Le mariage est l'occasion de l'amorce de nouvelles négociations. Au début de l’année 1168, Amaury envoie à Jérusalem deux ambassadeurs, Alexandre de Gravina et Michel d’Otrante, puis Guillaume de Tyr part en ambassade à Byzance et les négociations aboutissent à un traité de partage de l'Égypte entre les Francs et les Byzantins en septembre 1168, mais qui ne peut être appliqué, car les Francs attaquent trop tôt l'Égypte et devant la résistance, doivent l'évacuer.

### Reine douairière
Veuve le 11 juillet 1174, Marie Comnène se remarie en 1177 avec Balian seigneur d'Ibelin, à qui elle apporte la seigneurie de Naplouse, qu'elle avait obtenu à titre de douaire. À Amaury Ier, succèdent ses enfants nés d'un premier mariage, Baudouin IV le lépreux, puis Sibylle, mariée à Guy de Lusignan. En novembre 1183, elle ne peut empêcher le mariage de sa fille Isabelle avec Onfroy IV de Toron, bien que ce soit un mariage d'amour ; mais Onfroy de Toron a pour Marie Comnène le principal défaut d'être fils d'Étiennette de Milly, qu’elle déteste. Marie Comnène séjourne régulièrement à la Cour et se trouve à Jérusalem en juillet 1189, quand l'armée franque est vaincue par celle de Saladin à la bataille de Hattin. Balian d'Ibelin, qui avait réussi à quitter le champ de bataille sans être capturé ou tué, obtient de Saladin un sauf-conduit qui l'autorise à se rendre à Jérusalem pour emmener sa femme et ses enfants à Tyr. Mais les habitants de Jérusalem, affolés, le supplient de conduire la défense de la ville et Balian accepte, tout en s'excusant auprès de Saladin de ne pas tenir ses engagements. Saladin accepte les excuses, et fait même escorter jusqu'à Tripoli la reine Sibylle, la reine douairière Marie Comnène, ses enfants, Thomas d'Ibelin, seigneur de Rama et neveu de Balian, ainsi que le fils du sire de Gibelet Marie Comnène obtient également de Saladin le droit d'emmener toutes ses possessions, serviteurs, objets précieux et croix enrichies d’or et de joyaux.
Après la prise de Jérusalem, le royaume semble perdu, quand un croisé, Conrad de Montferrat, prend la défense de Tyr et résiste à Saladin avec succès. Balian et Marie s'installent à Tyr. Lorsque Guy de Lusignan est libéré par Saladin, Conrad refuse de le laisser entrer dans Tyr, soutenu par une majorité de barons qui lui reprochent la défaite de Hattin. Guy de Lusignan se dirige alors vers Acre pour l'assiéger. Conrad cherche à obtenir une légitimité pour revendiquer le trône, et les barons envisagent de faire annuler le mariage d'Onfroy et d'Isabelle. Pendant que Marie Comnène, qui tient sa revanche sur Étiennette de Milly, essaie de persuader sa fille Isabelle, un baron défie Onfroy de Toron, qui refuse de relever ce défi et préfère renoncer à son épouse.
Après la troisième croisade et le traité de paix qui y met officiellement fin, Saladin donne à Balian d'Ibelin la seigneurie de Caymont à titre viager, en compensation des fiefs qu'il a conquis. Balian d'Ibelin meurt en 1193. En 1197, les Francs reprennent Beyrouth qui est donné en fief à son fils aîné Jean d'Ibelin. Il semble que Marie Comnène, après son second veuvage, se soit retiré dans une vie religieuse, et elle meurt entre 1208 et 1217.
|                    |                    |                    |                    |                    |                    |                    |                    | Jean Comnène x Anne Dalassène      |                                    |                                    |                                    |                                                            |                                                            |                                                            |                                                            |                                                            |                                                            |                |                |                                               |                                               |                                               |                                               |                                               |                                               |                                    |                                    |                                            |                                            |                                            |                                            |                                            |                                            |             |             |             |             |  |  |  |  |  |  |  |  |  |  |  |  |  |  |  |  |  |  |  |  |  |  |  |  |  |  |  |  |
|                    |                    |                    |                    |                    |                    |                    |                    |                                    |                                    |                                    |                                    |                                                            |                                                            |                                                            |                                                            |                                                            |                                                            |                |                |                                               |                                               |                                               |                                               |                                               |                                               |                                    |                                    |                                            |                                            |                                            |                                            |                                            |                                            |             |             |             |             |  |  |  |  |  |  |  |  |  |  |  |  |  |  |  |  |  |  |  |  |  |  |  |  |  |  |  |  |
|                    |                    |                    |                    |                    |                    |                    |                    |                                    |                                    |                                    |                                    |                                                            |                                                            |                                                            |                                                            |                                                            |                                                            |                |                |                                               |                                               |                                               |                                               |                                               |                                               |                                    |                                    |                                            |                                            |                                            |                                            |                                            |                                            |             |             |             |             |  |  |  |  |  |  |  |  |  |  |  |  |  |  |  |  |  |  |  |  |  |  |  |  |  |  |  |  |
|                    |                    |                    |                    | Alexis Ier Comnène | Alexis Ier Comnène | Alexis Ier Comnène | Alexis Ier Comnène | Alexis Ier Comnène                 | Alexis Ier Comnène                 |                                    |                                    | Marie Comnène                                              | Marie Comnène                                              | Marie Comnène                                              | Marie Comnène                                              | Marie Comnène                                              | Marie Comnène                                              |                |                | Michel Tarônitès protosebastos                | Michel Tarônitès protosebastos                | Michel Tarônitès protosebastos                | Michel Tarônitès protosebastos                | Michel Tarônitès protosebastos                | Michel Tarônitès protosebastos                |                                    |                                    |                                            |                                            |                                            |                                            |                                            |                                            |             |             |             |             |  |  |  |  |  |  |  |  |  |  |  |  |  |  |  |  |  |  |  |  |  |  |  |  |  |  |  |  |
|                    |                    |                    |                    | Alexis Ier Comnène | Alexis Ier Comnène | Alexis Ier Comnène | Alexis Ier Comnène | Alexis Ier Comnène                 | Alexis Ier Comnène                 |                                    |                                    | Marie Comnène                                              | Marie Comnène                                              | Marie Comnène                                              | Marie Comnène                                              | Marie Comnène                                              | Marie Comnène                                              |                |                | Michel Tarônitès protosebastos                | Michel Tarônitès protosebastos                | Michel Tarônitès protosebastos                | Michel Tarônitès protosebastos                | Michel Tarônitès protosebastos                | Michel Tarônitès protosebastos                |                                    |                                    |                                            |                                            |                                            |                                            |                                            |                                            |             |             |             |             |  |  |  |  |  |  |  |  |  |  |  |  |  |  |  |  |  |  |  |  |  |  |  |  |  |  |  |  |
|                    |                    |                    |                    |                    |                    |                    |                    |                                    |                                    |                                    |                                    |                                                            |                                                            |                                                            |                                                            |                                                            |                                                            |                |                |                                               |                                               |                                               |                                               |                                               |                                               |                                    |                                    |                                            |                                            |                                            |                                            |                                            |                                            |             |             |             |             |  |  |  |  |  |  |  |  |  |  |  |  |  |  |  |  |  |  |  |  |  |  |  |  |  |  |  |  |
|                    |                    |                    |                    |                    |                    |                    |                    |                                    |                                    |                                    |                                    |                                                            |                                                            |                                                            |                                                            |                                                            |                                                            |                |                |                                               |                                               |                                               |                                               |                                               |                                               |                                    |                                    |                                            |                                            |                                            |                                            |                                            |                                            |             |             |             |             |  |  |  |  |  |  |  |  |  |  |  |  |  |  |  |  |  |  |  |  |  |  |  |  |  |  |  |  |
|                    |                    |                    |                    | Jean II Comnène    | Jean II Comnène    | Jean II Comnène    | Jean II Comnène    | Jean II Comnène                    | Jean II Comnène                    |                                    |                                    |                                                            |                                                            |                                                            |                                                            | Jean Taronitès                                             | Jean Taronitès                                             | Jean Taronitès | Jean Taronitès | Jean Taronitès                                | Jean Taronitès                                |                                               |                                               | Grégoire Taronitès protovestiarios            | Grégoire Taronitès protovestiarios            | Grégoire Taronitès protovestiarios | Grégoire Taronitès protovestiarios | Grégoire Taronitès protovestiarios         | Grégoire Taronitès protovestiarios         |                                            |                                            | N Taronites                                | N Taronites                                | N Taronites | N Taronites | N Taronites | N Taronites |  |  |  |  |  |  |  |  |  |  |  |  |  |  |  |  |  |  |  |  |  |  |  |  |  |  |  |  |
|                    |                    |                    |                    | Jean II Comnène    | Jean II Comnène    | Jean II Comnène    | Jean II Comnène    | Jean II Comnène                    | Jean II Comnène                    |                                    |                                    |                                                            |                                                            |                                                            |                                                            | Jean Taronitès                                             | Jean Taronitès                                             | Jean Taronitès | Jean Taronitès | Jean Taronitès                                | Jean Taronitès                                |                                               |                                               | Grégoire Taronitès protovestiarios            | Grégoire Taronitès protovestiarios            | Grégoire Taronitès protovestiarios | Grégoire Taronitès protovestiarios | Grégoire Taronitès protovestiarios         | Grégoire Taronitès protovestiarios         |                                            |                                            | N Taronites                                | N Taronites                                | N Taronites | N Taronites | N Taronites | N Taronites |  |  |  |  |  |  |  |  |  |  |  |  |  |  |  |  |  |  |  |  |  |  |  |  |  |  |  |  |
|                    |                    |                    |                    |                    |                    |                    |                    |                                    |                                    |                                    |                                    |                                                            |                                                            |                                                            |                                                            |                                                            |                                                            |                |                |                                               |                                               |                                               |                                               |                                               |                                               |                                    |                                    |                                            |                                            |                                            |                                            |                                            |                                            |             |             |             |             |  |  |  |  |  |  |  |  |  |  |  |  |  |  |  |  |  |  |  |  |  |  |  |  |  |  |  |  |
| Manuel Ier Comnène | Manuel Ier Comnène | Manuel Ier Comnène | Manuel Ier Comnène | Manuel Ier Comnène | Manuel Ier Comnène |                    |                    | Andronic Comnène x Irène Aineidasa | Andronic Comnène x Irène Aineidasa | Andronic Comnène x Irène Aineidasa | Andronic Comnène x Irène Aineidasa | Andronic Comnène x Irène Aineidasa                         | Andronic Comnène x Irène Aineidasa                         |                                                            |                                                            |                                                            |                                                            |                |                |                                               |                                               |                                               |                                               |                                               |                                               |                                    |                                    | Jean Taronitès protosebastos               | Jean Taronitès protosebastos               | Jean Taronitès protosebastos               | Jean Taronitès protosebastos               | Jean Taronitès protosebastos               | Jean Taronitès protosebastos               |             |             |             |             |  |  |  |  |  |  |  |  |  |  |  |  |  |  |  |  |  |  |  |  |  |  |  |  |  |  |  |  |
| Manuel Ier Comnène | Manuel Ier Comnène | Manuel Ier Comnène | Manuel Ier Comnène | Manuel Ier Comnène | Manuel Ier Comnène |                    |                    | Andronic Comnène x Irène Aineidasa | Andronic Comnène x Irène Aineidasa | Andronic Comnène x Irène Aineidasa | Andronic Comnène x Irène Aineidasa | Andronic Comnène x Irène Aineidasa                         | Andronic Comnène x Irène Aineidasa                         |                                                            |                                                            |                                                            |                                                            |                |                |                                               |                                               |                                               |                                               |                                               |                                               |                                    |                                    | Jean Taronitès protosebastos               | Jean Taronitès protosebastos               | Jean Taronitès protosebastos               | Jean Taronitès protosebastos               | Jean Taronitès protosebastos               | Jean Taronitès protosebastos               |             |             |             |             |  |  |  |  |  |  |  |  |  |  |  |  |  |  |  |  |  |  |  |  |  |  |  |  |  |  |  |  |
| Alexis II Comnène  | Alexis II Comnène  | Alexis II Comnène  | Alexis II Comnène  | Alexis II Comnène  | Alexis II Comnène  |                    |                    | Jean Comnène duc de Chypre         | Jean Comnène duc de Chypre         | Jean Comnène duc de Chypre         | Jean Comnène duc de Chypre         | Jean Comnène duc de Chypre                                 | Jean Comnène duc de Chypre                                 |                                                            |                                                            |                                                            |                                                            |                |                |                                               |                                               |                                               |                                               |                                               |                                               |                                    |                                    | Maria Taronitissa                          | Maria Taronitissa                          | Maria Taronitissa                          | Maria Taronitissa                          | Maria Taronitissa                          | Maria Taronitissa                          |             |             |             |             |  |  |  |  |  |  |  |  |  |  |  |  |  |  |  |  |  |  |  |  |  |  |  |  |  |  |  |  |
| Alexis II Comnène  | Alexis II Comnène  | Alexis II Comnène  | Alexis II Comnène  | Alexis II Comnène  | Alexis II Comnène  |                    |                    | Jean Comnène duc de Chypre         | Jean Comnène duc de Chypre         | Jean Comnène duc de Chypre         | Jean Comnène duc de Chypre         | Jean Comnène duc de Chypre                                 | Jean Comnène duc de Chypre                                 |                                                            |                                                            |                                                            |                                                            |                |                |                                               |                                               |                                               |                                               |                                               |                                               |                                    |                                    | Maria Taronitissa                          | Maria Taronitissa                          | Maria Taronitissa                          | Maria Taronitissa                          | Maria Taronitissa                          | Maria Taronitissa                          |             |             |             |             |  |  |  |  |  |  |  |  |  |  |  |  |  |  |  |  |  |  |  |  |  |  |  |  |  |  |  |  |
|                    |                    |                    |                    |                    |                    |                    |                    |                                    |                                    |                                    |                                    |                                                            |                                                            |                                                            |                                                            |                                                            |                                                            |                |                |                                               |                                               |                                               |                                               |                                               |                                               |                                    |                                    |                                            |                                            |                                            |                                            |                                            |                                            |             |             |             |             |  |  |  |  |  |  |  |  |  |  |  |  |  |  |  |  |  |  |  |  |  |  |  |  |  |  |  |  |
|                    |                    |                    |                    |                    |                    |                    |                    |                                    |                                    |                                    |                                    |                                                            |                                                            |                                                            |                                                            |                                                            |                                                            |                |                |                                               |                                               |                                               |                                               |                                               |                                               |                                    |                                    |                                            |                                            |                                            |                                            |                                            |                                            |             |             |             |             |  |  |  |  |  |  |  |  |  |  |  |  |  |  |  |  |  |  |  |  |  |  |  |  |  |  |  |  |
|                    |                    |                    |                    |                    |                    |                    |                    |                                    |                                    |                                    |                                    | Marie Comnène x Amaury Ier de Jérusalem xx Balian d'Ibelin | Marie Comnène x Amaury Ier de Jérusalem xx Balian d'Ibelin | Marie Comnène x Amaury Ier de Jérusalem xx Balian d'Ibelin | Marie Comnène x Amaury Ier de Jérusalem xx Balian d'Ibelin | Marie Comnène x Amaury Ier de Jérusalem xx Balian d'Ibelin | Marie Comnène x Amaury Ier de Jérusalem xx Balian d'Ibelin |                |                | Eudoxie Comnène x Guilhem VIII de Montpellier | Eudoxie Comnène x Guilhem VIII de Montpellier | Eudoxie Comnène x Guilhem VIII de Montpellier | Eudoxie Comnène x Guilhem VIII de Montpellier | Eudoxie Comnène x Guilhem VIII de Montpellier | Eudoxie Comnène x Guilhem VIII de Montpellier |                                    |                                    | Théodora Comnène x Bohémond III d'Antioche | Théodora Comnène x Bohémond III d'Antioche | Théodora Comnène x Bohémond III d'Antioche | Théodora Comnène x Bohémond III d'Antioche | Théodora Comnène x Bohémond III d'Antioche | Théodora Comnène x Bohémond III d'Antioche |             |             |             |             |  |  |  |  |  |  |  |  |  |  |  |  |  |  |  |  |  |  |  |  |  |  |  |  |  |  |  |  |

## Mariages et enfants

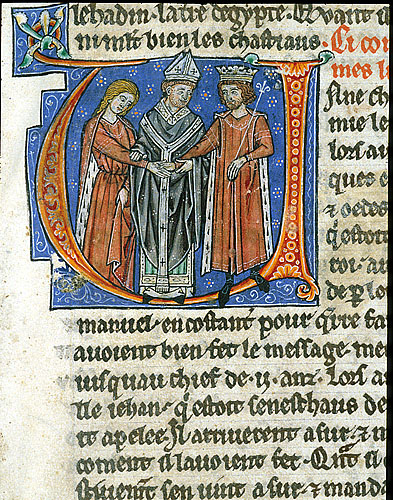
Mariage de Marie Comnène et Amaury Ier de Jérusalem.

De son premier mariage avec Amaury Ier d'Anjou (1136 † 1174) roi de Jérusalem, elle donne naissance à une fille :
- une fille (1171 † jeune) ;
- Isabelle (1172 † 1205), reine de Jérusalem.

De son second mariage avec Balian d'Ibelin († 1193), elle donne naissance à :
- Jean d'Ibelin (mort en 1236), seigneur de Beyrouth et d'Arsur, connétable et bailli du royaume de Jérusalem, et bailli de Chypre ;
- Philippe d'Ibelin (mort en 1227), régent de Chypre ;
- Helvis d'Ibelin (morte en 1216), mariée à Renaud de Grenier, comte de Sidon, puis à Guy de Montfort, seigneur de Castres ;
- Marguerite d'Ibelin, mariée à Hugues II de Saint-Omer (mort en 1204), prince (titulaire) de Galilée, puis à Gautier Brisebarre (mort en 1229), seigneur de Césarée ;
- une fille qui, selon le chroniqueur musulman El Afdahl aurait été envoyée comme esclave au calife de Bagdad après la prise de Jérusalem[10], mais quand on sait que Saladin a accordé un sauf conduit et une escorte à Marie Comnène[4], on peut mettre en doute cette affirmation.

## Balian sans Marie Comnène dans la culture
Ridley Scott, dans son film Kingdom of Heaven sorti en 2005, met en scène Balian, second époux de Marie Comnène, mais ne cite pas celle-ci car pour Ridley Scott, Balian épouse Sibylle, sœur de Baudouin IV de Jérusalem (alors qu'il semblerait que cette Sibylle était la fiancée d'un frère de Balian). La conversion de Balian en modeste maître-forgeron après la chute de Jérusalem est tirée d'une légende antique concernant la fin de vie de Persée, dernier roi de Macédoine.